# Saint-Drézéry
Saint-Drézéry is een gemeente in het Franse departement Hérault (regio Occitanie). De plaats maakt deel uit van het arrondissement Montpellier. Saint-Drézéry telde op 1 januari 2022 2.952 inwoners.

## Geografie
De oppervlakte van Saint-Drézéry bedroeg op 1 januari 2022 10,47 vierkante kilometer; de bevolkingsdichtheid was toen 281,9 inwoners per km².

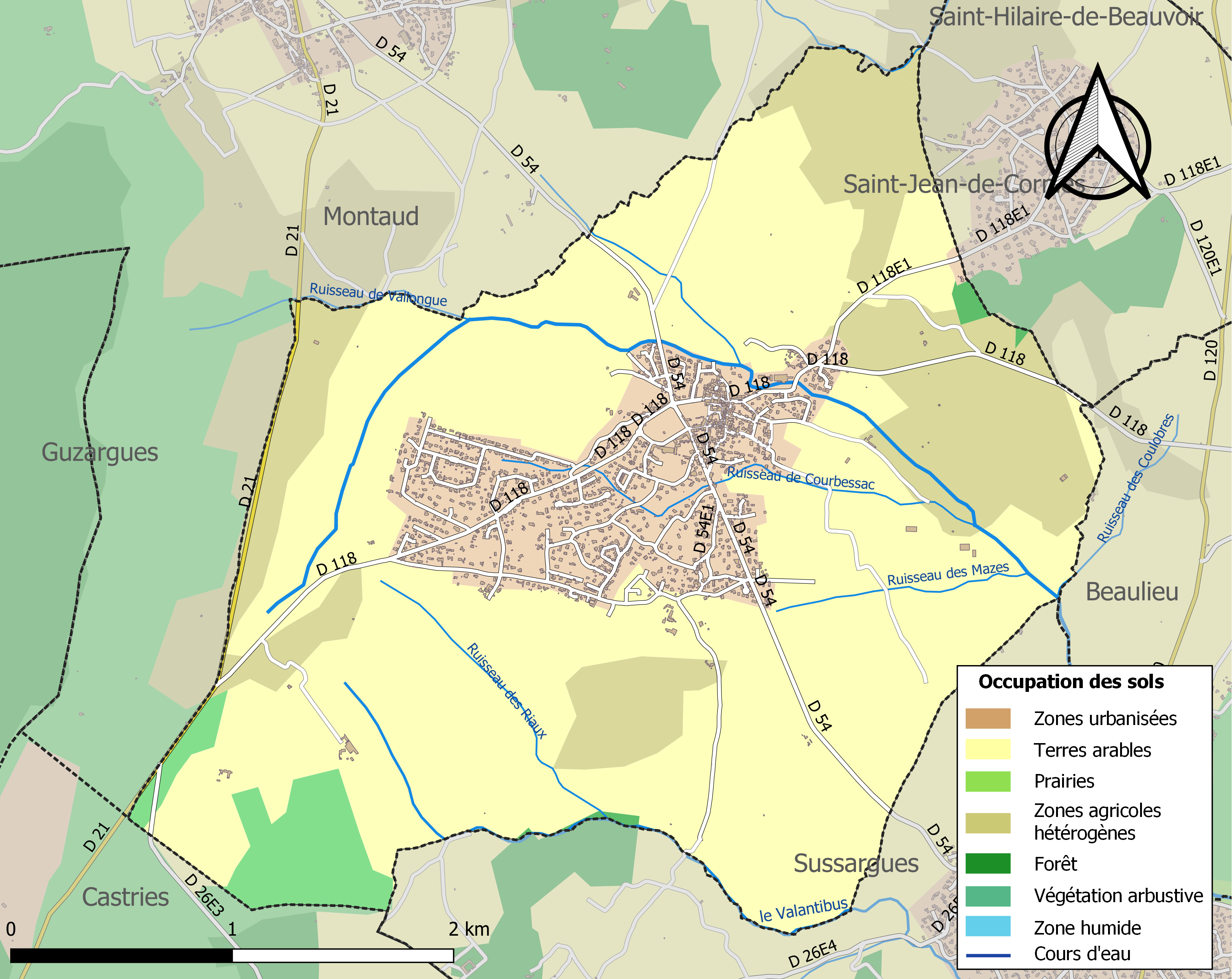
Kaart van de gemeente met belangrijkste infrastructuur, bodemgebruik en omliggende gemeenten

## Demografie
Onderstaande figuur toont het verloop van het inwonertal (bron: INSEE-tellingen).